# Sheila Sherlock

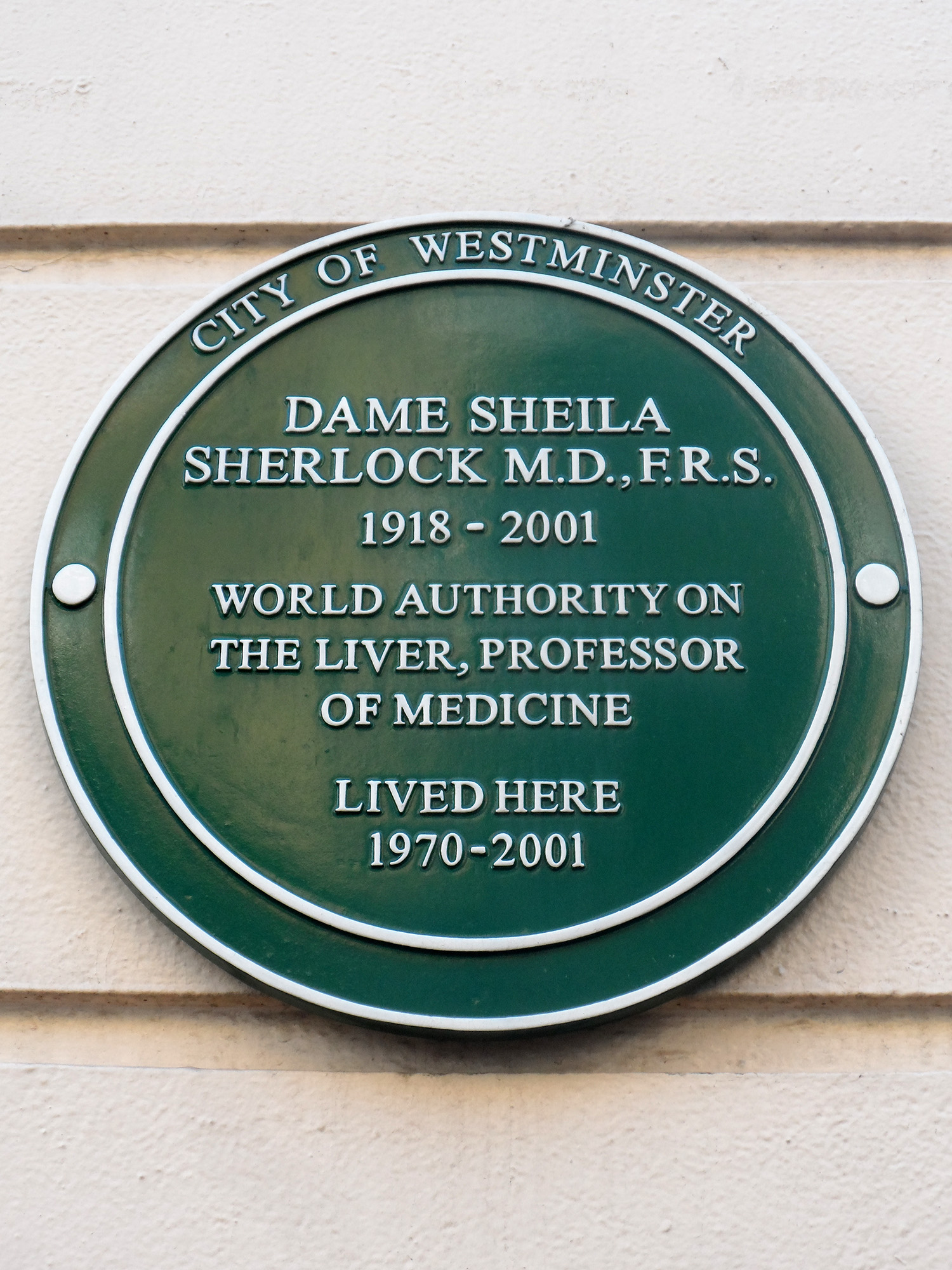
Placa conmemorativa

Sheila Sherlock fue una médica, hepatóloga y profesora británica, considerada la mayor pionera en el campo de la hepatología.

## Biografía
Sheila Sherlock nació el 31 de marzo de 1918 en Dublín, y murió el 30 de diciembre de 2001 en Londres, con 83 años. A pesar de los reiterados rechazos de distintas universidades por ser mujer, consiguió entrar en la Facultad de Medicina de Edimburgo. Se graduó como la mejor de su clase, y se especializó en las enfermedades de hígado, según ella, por la carencia de investigación en ellas. Con 29 años, consiguió una beca para la universidad americana de Yale, lo que la permitió pulir sus conocimientos de fisiopatología hepática. Cuando volvió de Estados Unidos, fue la responsable de la creación de la primera unidad hepática del mundo. Se "retiró" en 1983, cuando se cambió a su despacho y siguió trabajando junto a su secretaria en el Departamento de Cirugía.

## Logros
| año  | hecho |
| ---- | --- |
| 1950 | - Miembro fundador de la Asociación Americana del estudio de enfermedades de hígado. - Fundadora y presidenta de la Asociación Internacional y Europea del estudio de hígado.                                      |
| 1951 | - La mujer más joven en ser miembro del Real Colegio de Médicos, y posteriormente en ser la primera mujer vicepresidenta.                                                                                          |
| 1955 | - Primera edición de su libro Enfermedades del hígado y sistema biliar |
| 1959 | - Primera mujer nombrada presidenta del Departamento de Medicina Británico, tomando el nuevo puesto en la Escuela de Medicina Real de Londres, el cual propulsó la educación médica de las mujeres en Gran Bretaña |
| 1983 | - Derrotada por poco en las elecciones presidenciales del Royal College of Physicians |

## Vida personal
Tenía una vida acomodada, debido a su matrimonio con un distinguido médico, Gerry James, con quien se casó en 1951 y con quien tuvo dos hijas. Celebraron sus bodas de oro dos semanas antes de su fallecimiento.